# Аліса Ожогіна
Аліса Ожогіна (ісп. Alisa Ozhogina, 31 жовтня 2000) — іспанська синхронна плавчиня.
Учасниця Олімпійських Ігор 2020 року. Бронзова медалістка Чемпіонату світу з водних видів спорту 2022 року в гайлайті.